# Martin Hansson (Schiedsrichter)
Martin Hansson (* 6. April 1971) ist ein schwedischer Fußballschiedsrichter.

## Werdegang
Hansson begann seine Schiedsrichterkarriere als 15-Jähriger. Seit 1992 ist er als Schiedsrichter zum Svenska Fotbollförbundet tätig und kam vier Jahre später erstmals in der zweiten Liga zum Einsatz. Parallel pfiff er erste internationale Spiele, vor allem im Jugendbereich. 1999 rückte er in den Schiedsrichter-Pool für die Allsvenskan auf, zwei Jahre später wurde er zum FIFA-Schiedsrichter ernannt. 2001 kam Hansson bei der U-16-Europameisterschaft in England zum ersten Mal in einem überregionalen UEFA-Turnier zum Einsatz und leitete mit der Partie zwischen Sheriff Tiraspol und dem RSC Anderlecht sein erstes Spiel in der Qualifikationsrunde zur UEFA Champions League. Zwei Jahre später leitete er bei der U-17-Fußball-Weltmeisterschaft in Finnland sein erstes Spiel in der Endrunde eines FIFA-Wettbewerbs. 
Seinen nächsten Karriereschritt machte Hansson im selben Jahr, als er im März 2003 beim Spiel Estland und Kanada zu seinem A-Länderspiel-Debüt kam. Nachdem er zuvor einige Spiele im Rahmen des UEFA-Pokals absolviert hatte, rückte Hansson 2005 als zweiter schwedischer Schiedsrichter neben Peter Fröjdfeldt als Spielleiter für die Gruppenphase der UEFA Champions League auf. Ein Jahr später wurde er für das Endrundenturnier der U-21-Europameisterschaft 2006 in Portugal berücksichtigt. Im Turnierverlauf pfiff der Schwede drei Partien, darunter das Finale zwischen der niederländischen und der ukrainischen Jugendauswahl.
Bei der Junioren-Fußballweltmeisterschaft 2007 in Kanada stellte Hansson mit sechs von ihm geleiteten Spielen einen Rekord an Schiedsrichtereinsätzen während eines solchen Turnieres auf. Nicht zuletzt wegen seiner internationalen Einsätze zeichnete ihn der schwedische Fußballverband 2007 als Schwedens Schiedsrichter des Jahres aus. In den folgenden Jahren pfiff er regelmäßig Spiele auf nationaler und internationaler Ebene. Eine Teilnahme an der Europameisterschaft 2008 blieb ihm verwehrt, da mit Fröjdfeldt ein Landsmann Berücksichtigung fand.
Im Jahr 2009 nahm Hansson am Konföderationen-Pokal teil und leitete das Endspiel des Wettbewerbs zwischen Sieger Brasilien und der US-amerikanischen Auswahl. In der Folge fand er im Oktober 2009 als einer von 38 Schiedsrichtern Berücksichtigung in der vorläufigen Liste der FIFA für die Fußball-Weltmeisterschaft 2010. Als am letzten Spieltag der Allsvenskan-Spielzeit 2009 die beiden direkten Konkurrenten AIK und IFK Göteborg aufeinander trafen, wurde Hansson mit der Leitung des Spiels betraut.
Hansson leitete zwischen Herbst 2008 und Herbst 2009 mehrere wichtige internationale Spiele, bei denen ihm vorgeworfen wurde, den Spielausgang durch Fehlentscheidungen beeinflusst zu haben. So hat das Schiedsrichtergespann beim entscheidenden Qualifikationsspiel zur Fußball-Weltmeisterschaft 2010 zwischen Frankreich und Irland am 18. November 2009 ein Handspiel von Thierry Henry übersehen, und Hansson ließ den daraus resultierenden Ausgleichstreffer der Franzosen zum 1:1 gelten.
Hansson lebt im südostschwedischen Holmsjö und ist von Beruf Feuerwehrmann. Neben seiner Muttersprache Schwedisch spricht Hansson auch Englisch und Deutsch.